# Dichromanthus cinnabarinus

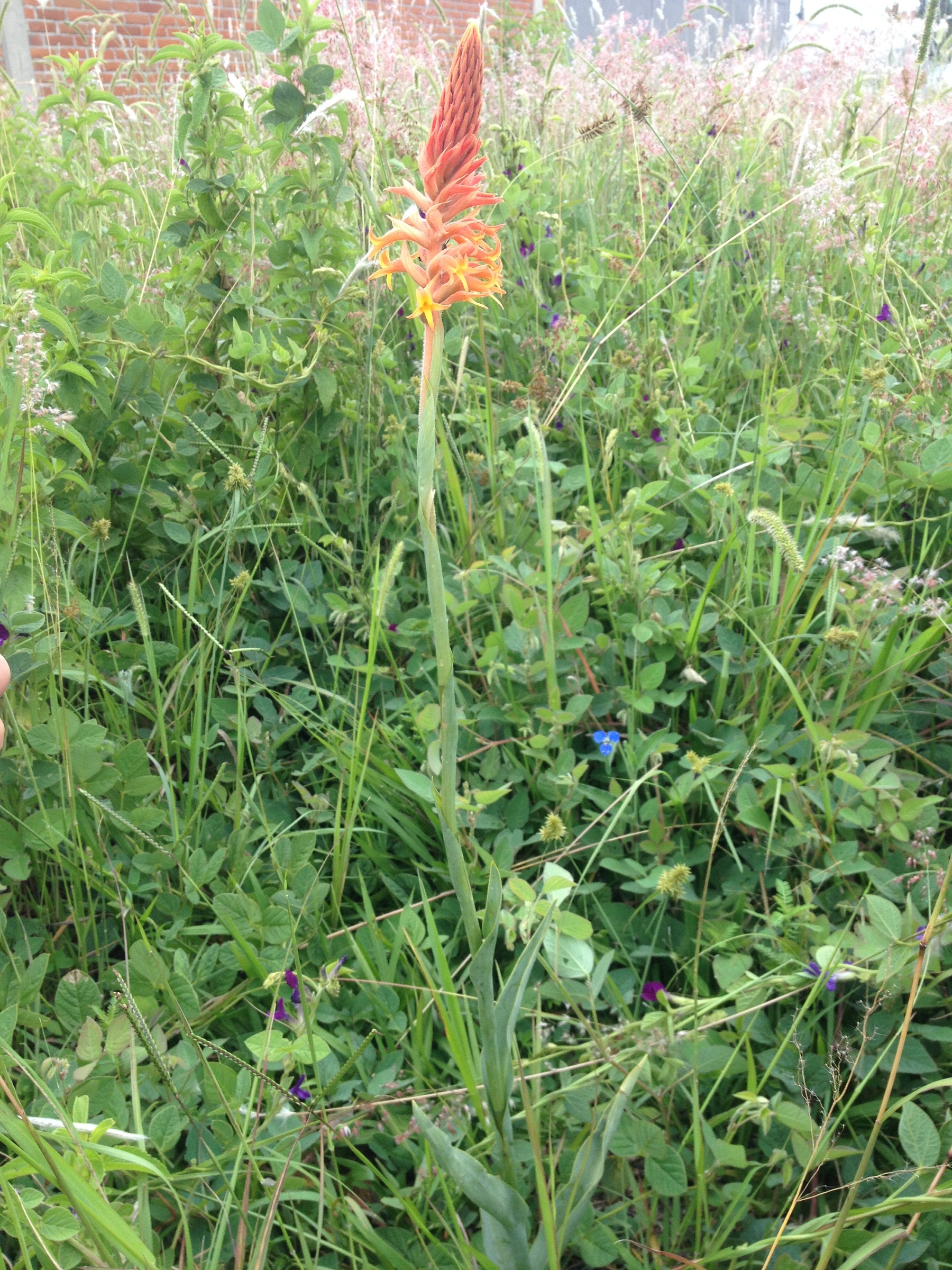
En su hábitat

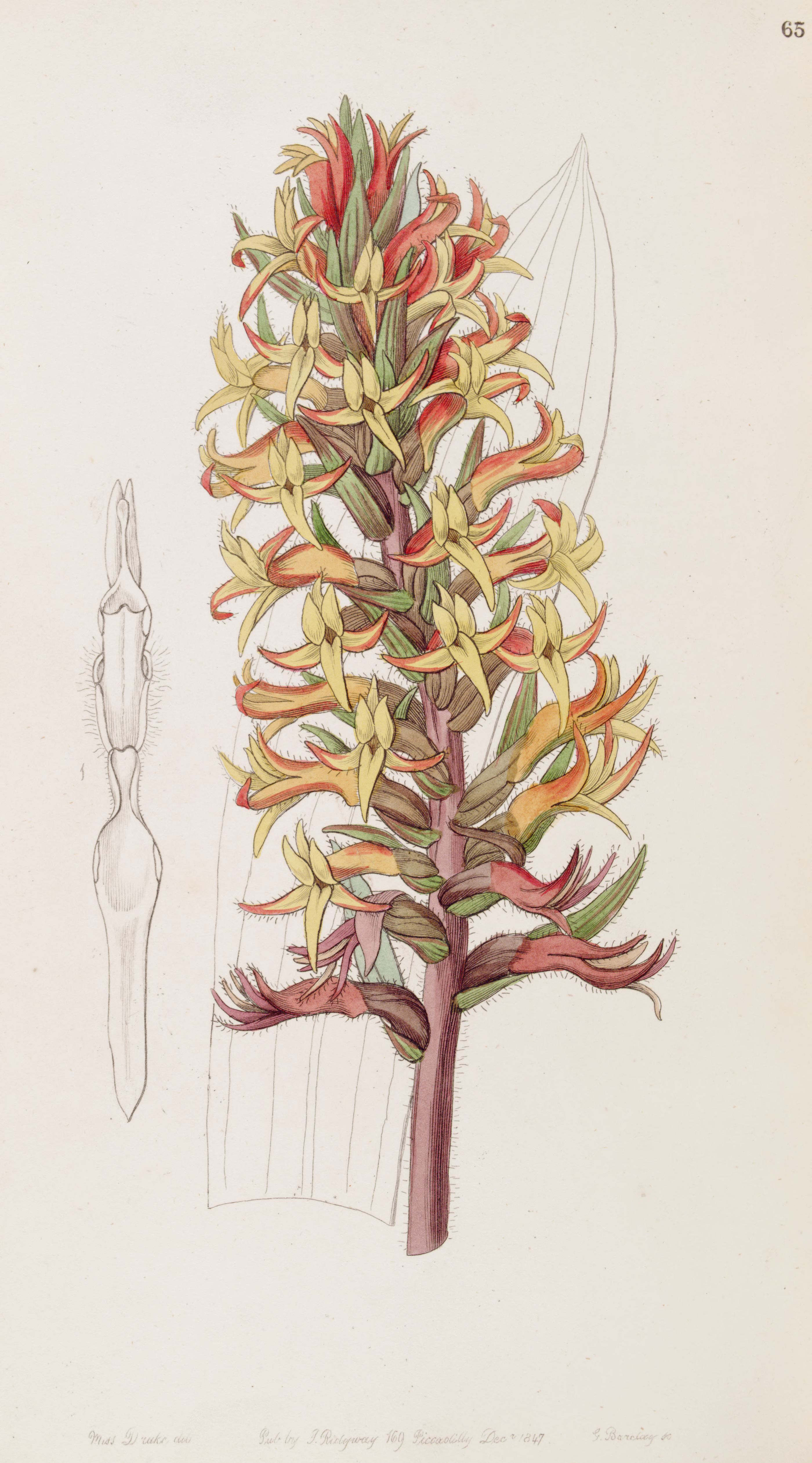
Ilustración

Dichromanthus cinnabarinus, comúnmente llamado cutzis, es una especie de orquídea de hábito terrestre, nativa de Norteamérica.

## Descripción, hábitat y distribución
Dichromanthus cinnabarinus es una hierba perenne de raíces fasciculadas y carnosas. Las hojas son conduplicadas, de 10 a 20 cm de largo y 1.5 a 4 cm de ancho. La inflorescencia, que surge en la estación lluviosa y permanece abierta de julio a septiembre aproximadamente, es un escapo erecto o inclinado que se eleva 40-80 cm del suelo, coronado por una espiga muy densa de numerosas brácteas y flores tubulares pequeñas de color anaranjado vivo. La polinización es llevada a cabo principalmente por colibríes.
Se trata de una planta particularmente tolerante al disturbio antropogénico, por lo que podría considerarse una especie de hábito ruderal. Florece en pendientes rocosas, matorrales, así como en pastizales urbanos sobre camellones y lotes sin edificar, a orillas de caminos rurales y carreteras. Se distribuye desde Texas, por gran parte de México y hasta Guatemala.

## Nombres comunes
Además del nombre cutzis, de origen náhuatl, también se suele llamar chautle (nombre genérico para orquídeas terrestres), orquídea naranja, corazón de gallina, tarabilla, entre otros. En inglés, se llama scarlet ladies' tresses, "trenzas de mujer de color escarlata". Este nombre hace referencia a Spiranthes, género en el cual se agrupaba antiguamente a D. cinnabarinus y cuyas especies tienen flores dispuestas en espiral, o "trenzadas".

## Taxonomía
Dichromanthus cinnabarinus fue descrita en 1982 por Leslie A. Garay, sobre un basónimo de Pablo de La Llave y Juan José Martínez de Lexarza, en Botanical Museum Leaflets 28(4): 314.

### Etimología
Dichromanthus: nombre genérico griego que significa "flor bicolor"
cinnabarinus: epíteto latino que significa "rojo cinabrio" o "bermellón"

### Sinonimia
- Cutsis cinnabarina (Lex.) C.Nelson
- Dichromanthus cinnabarinus f. aureus P.M.Br.
- Dichromanthus cinnabarinus subsp. galeottianum (Schltr.) Soto Arenas & Salazar
- Gyrostachys cinnabarina (Lex.) Kuntze
- Gyrostachys montana (Lindl.) Kuntze
- Neottia cinnabarina Lex. [basónimo]
- Ophrys peregrina Sessé & Moc.
- Spiranthes cinnabarina (Lex.) Hemsl.
- Spiranthes montana A.Rich. & Galeotti [ilegítimo]
- Spiranthes montana (Lindl.) Hemsl. [ilegítimo]
- Stenorrhynchos cinnabarinum (Lex.) Lindl.
- Stenorrhynchos galeottianum Schltr.
- Stenorrhynchos montanum Lindl.[9]